# Фролов, Борис Андреевич
Борис Андреевич Фролов (20 июня 1900 года, город Бахмут, Екатеринославская губерния — 1 апреля 1994 года, Москва, Россия) — советский военный деятель, генерал-майор артиллерии (1 июля 1944 года).

## Начальная биография
Борис Андреевич Фролов родился 20 июня 1900 года в городе Бахмут, Донецкой области.

## Военная служба

### Гражданская война
В мае 1919 года был призван в ряды РККА и направлен красноармейцем сначала в 1-й запасной стрелковый батальон, а затем в 19-й и 161-й стрелковые полки. В декабре того же года был назначен на должность ответственного организатора команды связи 500-го стрелкового полка (56-я стрелковая дивизия, 7-я армия, Северный фронт), в составе которой принимал участие в боевых действиях против войск под командованием генерала Н. Н. Юденича под Петроградом в районе Ямбурга.
В марте 1920 года Фролов был назначен на должность секретаря военного комиссара 167-й бригады (57-я стрелковая дивизия, 16-я армия и Мозырская группа войск, Западный фронт), после чего во время советско-польской войны принимал участие в боевых действиях в районах Мозыря, Овруча, Речицы, Брест-Литовска и на реках Западный Буг и Висла.

### Межвоенное время
В сентябре 1920 года был направлен на учёбу на курсы тяжёлой артиллерии, дислоцированные в Детском Селе, после окончания которых в апреле 1922 года был направлен на артиллерийское отделение Объединённой военной школы имени ВЦИК, после окончания которого с сентября 1924 года служил в 18-м артиллерийском полку на должностях командира взвода и помощника командира батареи.
В сентябре 1926 года Фролов был направлен на учёбу в Военно-техническую академию имени Ф. Э. Дзержинского, после окончания которой в июле 1927 года был назначен на должность помощника командира батареи лёгкого артиллерийского полка 29-й стрелковой дивизии, в октябре — на должность командира батареи 85-го Акмолинского стрелкового полка, а в ноябре 1931 года — на должность помощника начальника штаба 64-го артиллерийского полка.
В 1933 году был направлен на учёбу в Артиллерийскую академию имени Ф. Э. Дзержинского, после окончания которой в мае 1937 года был назначен на должность начальника военного склада № 29, в августе 1939 года — на должность заместителя начальника 9-го отдела Артиллерийского управления РККА, а в июле 1940 года — на должность начальника 5-го отдела Управления вооружения наземной артиллерии Главного артиллерийского управления РККА.

### Великая Отечественная война
С началом войны Фролов находился на прежней должности.
В 1942 году был назначен на должность старшего инспектора Главного артиллерийского управления, затем в конце года — на должность командира 1163-го пушечно-артиллерийского полка, а в январе 1943 года — на должность командира 45-й пушечной артиллерийской бригады.
После окончания ускоренного курса Высшей военной академии имени К. Е. Ворошилова в 1944 году был назначен на должность командира 26-й артиллерийской дивизии, которая принимала участие в боевых действиях в ходе Проскуровско-Черновицкой, Львовско-Сандомирской, Висло-Одерской, Сандомирско-Силезской и Нижнесилезской наступательных операций.
В марте 1945 года был назначен на должность командира 1-го артиллерийского корпуса прорыва, который до конца войны находился в резерве Ставки Верховного Главнокомандования, не принимая участия в боевых действиях.
За время войны Фролов был семь раз упомянут в благодарственных в приказах Верховного Главнокомандующего.

### Послевоенная карьера
После окончания войны Фролов продолжил командовать корпусом, находившимся в составе Ленинградского и Прибалтийского военных округов.
В августе 1946 года был назначен на должность старшего преподавателя тактики артиллерии, а затем кафедры тактики высших соединений Артиллерийской академии имени Ф. Э. Дзержинского, в январе 1947 года — на должность начальника 4-го отдела Управления ВУЗов Министерства обороны СССР, в мае 1952 года — на должность военного советника по вузам Болгарской народной армии, в апреле 1955 года — на должность начальника 1-го отдела 10-го управления Генерального штаба ВС СССР, а в мае 1956 года — на должность начальника отдела по подготовке офицерских кадров в вузах СССР и странах народной демократии Штаба Объединённых вооружённых сил государств-участников Варшавского Договора и 10-го управления Генштаба.
Генерал-майор артиллерии Борис Андреевич Фролов в июне 1957 года вышел в отставку. Умер 1 апреля 1994 года в Москве.

## Награды
- Орден Ленина (21.02.1945[2]);
- Два ордена Красного Знамени (03.11.1944[2], 1948[2]);
- Орден Суворова 2 степени (25.09.1944);
- Орден Кутузова 2 степени (31.05.1945);
- Орден Отечественной войны 1 степени (06.04.1985);
- Орден Красной Звезды (17.09.1943);
- Орден «Знак Почёта» (1940);
- Медали.

## Память
- На могиле установлен надгробный памятник.
- Имя воина увековечено в Главном Храме Вооружённых сил России и на мемориале «Дорога памяти»[3].